# Provincia ultramarina

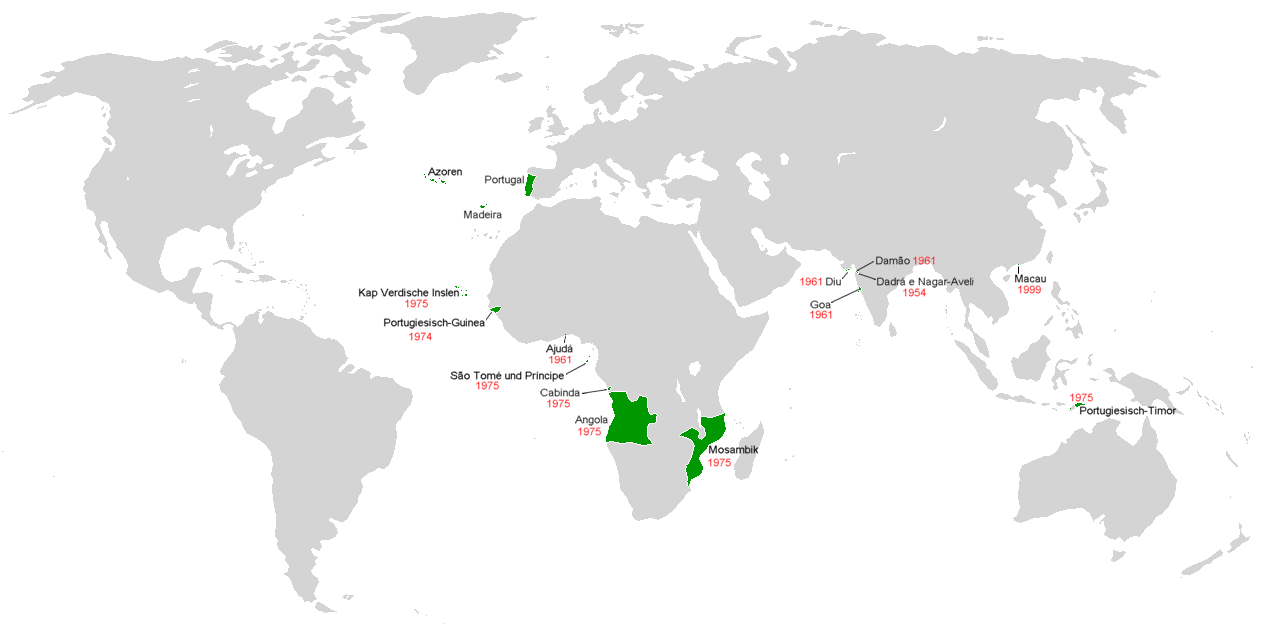
Provincias ultramarinas de Portugal, 1916-1974.

Provincia ultramarina o de ultramar fue una división administrativa creada por el Estado Novo portugués y asignado por esto a sus por entonces colonias, a saber, Angola, Guinea, Mozambique, Santo Tomé y Príncipe, Cabo Verde, Macao, Estado de la India y Timor.
La primera colonia a la cual le fue otorgada esta designación fue el Estado de la India en 1946 como una forma política para evitar que Portugal fuera considerada una potencia colonial en los foros internacionales. Las demás colonias portuguesas se le dio esta designación en 1951, aboliendo así el concepto de "imperio colonial portugués". Esta designación apareció debido al concepto de renovación del Concejo Ultramarino Portugués y la consiguiente aparición de una nueva política portuguesa en el extranjero.
El régimen político de Salazar y Marcello Caetano consideraba que estos territorios no eran colonias, sino más bien una parte integral e inseparable de Portugal, considerándola como una "nación multirracial y pluricontinental".
En 1975, esta designación perdió su significado después de la Revolución de los Claveles, pues todas las colonias portuguesas, a excepción de Macao, se independizaron de Portugal. Macao cambió su estatus a "territorio chino bajo administración portuguesa", el cual se prolongó hasta 1999, cuando la soberanía de Macao fue trasladada a la República Popular China.